# Virídovix

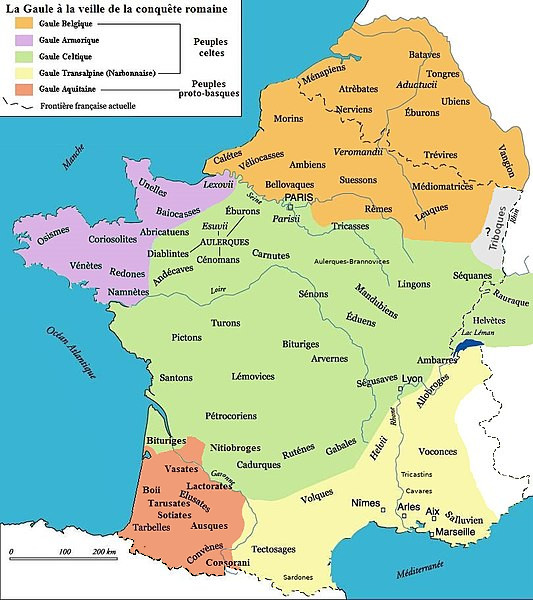
Distribución de los pueblos galos y aquitanos

Virídovix fue el jefe de los unelos, pueblo galo que hizo frente a las legiones de Julio César durante la conquista romana entre el 58 y 51 a. C.
Asumió el mando de la armada gala aliándose con los lexovios y los aulercos eburovices para hacer frente al legado Quinto Titurio Sabino en la batalla de Vernix librada en el 56 a. C.
Según se cuenta en la guerra de las Galias, Virídovix no supo refrenar el entusiasmo de sus tropas y fue derrotado por un adversario que indujo a los galos a combatir cerca de un castrum romano.
El nombre Virídovix significa, en galo, "combatiente" (vix, vicos) poderoso (virido).